# Зварич Володимир Васильович
Володи́мир Васи́льович Зва́рич (7 лютого 1919, с. Озерна, тепер  Тернопільського району, Україна — 5 грудня 1998, Львів) — український вчений-нумізмат і археолог.

## Біографія
Народився в селянській родині середнього достатку.
Після закінчення 1938 року Тернопільської української гімназії товариства «Рідна школа», вступив у Львівську богословську академію. 1939 року після приєднання Західної України до УРСР академія припинила свою роботу і була закрита. В. Зварич повернувся в рідне село, де став завідувати початковою школою.
На початку війни внаслідок доносу, окупаційні німецькі влади восени 1941 року заарештували молодого педагога і відправили його в тернопільську тюрму. Після піврічного слідства почалися довгі поневіряння В. Зварича в гітлерівських концтаборах. Спочатку був Янівський концтабір у Львові, потім — Майданек, а також Гросс-Розен і Ляйтмеріц (Чехія). Лише 12 травня 1945 американські війська звільнили небагатьох, хто вижив в'язнів, серед яких був і Зварич.
Вирішивши повернутися на батьківщину, він ще кілька місяців провів у радянському фільтраційному таборі в м. Ходорів Львівської області. Після звільнення, вступив у Львівський університет, де протягом 1945—1950 рр. навчався на історичному факультеті. Після закінчення, йому як одному з найкращих випускників, запропонували роботу в Науковій бібліотеці Львівського університету.
З жовтня 1960 працював завідувачем кабінету допоміжних історичних дисциплін університету (нумізматики).
У 1967 році — ініціатор і один з організаторів археологічного музею.
Останні роки — старший викладач кафедри історії СРСР, а згодом — кафедри історії України. Читав лекцій і спеціальні курси з нумізматики, історичної географії у Львівському університеті.
Протягом ряду років проводив археологічні розкопки на території Західної України.

## Наукова діяльність
Сфера пріоритетних наукових інтересів ученого — нумізматика. Він здійснив наукову систематизацію колекції Львівського університету. Упорядкував збори медалей (близько 500 екземплярів), античних монет Стародавньої Греції і Стародавнього Риму (понад 5 тисяч прим.), монет країн Західної Європи епохи Середньовіччя і Нового часу (близько 2 тисяч примірників), монет Польщі та Литви.
З ім'ям Зварича пов'язана нова традиція в історії української нумізматичної науки — традиція створення нумізматичного словника. Перше україномовне його видання побачило світ у 1972 р. і відразу стало дуже популярним. Роботу над ним дослідник продовжував усе життя, постійно вдосконалював його, доповнював новими матеріалами. Вже через рік словник був перевиданий, а згодом — у 1975, 1976, 1979, 1980 роки. Останнє видання — «Нумізматика. Довідник» (у співавторстві з Р. Шустом) вийшло у 1998 році, незадовго до смерті вченого.
У Словнику і довіднику пояснюються нумізматичні терміни, більшість яких стосується назв монет і грошових одиниць, висвітлюється їх історія, вказується сфера поширення, пояснюються також деякі фінансові та політ-економічні терміни, знання яких необхідно для вивчення нумізматики. Словник ілюстрований зразками монет різних країн.

## Вибрана бібліографія
- Зварич В. В. Нумізматичний словник. — Львів : Вища школа, 1972. — 147 с.
- Зварич В. В. Нумізматичний словник / Публ. Словник нумізмата. Опис монет. — 4-е вид. — Львів : Вища школа, 1980. — ISBN 5-256-00317-8.
- Фото Зварич Володимир Васильович (1919–1998) [Архівовано 6 серпня 2019 у Wayback Machine.]